# Miguashaia
Genre
Miguashaia est un genre éteint de poissons à membres charnus de la famille des Miguashaiidae et de la sous-classe des Actinistia, cette dernière incluant également les cœlacanthes. Miguashaia a vécu au Dévonien supérieur il y a environ 380 Ma (millions d'années) au Québec (Canada) et en Lettonie.

## Étymologie
Les noms de la famille et du genre type Miguashaia sont dérivés du nom du site fossilifère de Miguasha en Gaspésie (Québec, Canada). 

## Liste des espèces
- † Miguashaia bureaui Schultze, 1993. Espèce type découverte au Québec (50 cm de long)[1],[2] ;
- † Miguashaia grossi Forey  et al., 2000[3]. Espèce de près d'1 mètre de long, découverte en Lettonie.

## Classification phylogénétique
Dans la classification phylogénétique, les genres Miguashaia et Gavinia sont deux groupes frères qui forment ensemble le taxon des Miguashaiidae.